# Tanzania International 1990
Die Tanzania International 1990 im Badminton fanden in November 1990 in Daressalam statt.

## Finalergebnisse
| Disziplin    | Sieger                       | Finalist                  | Ergebnis          |
| ------------ | ---------------------------- | ------------------------- | ----------------- |
| Herreneinzel | Suresh Divecha               | Ibrahim Sadru             |                   |
| Dameneinzel  | Sweta Rajani                 | Nasra Juma                | 11–6, 8–11, 11–2  |
| Herrendoppel | Suresh Divecha Ibrahim Sadru | Juma Hassan Mohammad Juma | 15–7, 15–10       |
| Damendoppel  | Sheetal Rajani Sweta Rajani  | Nasra Juma Sharifa Juma   | 15–9, 15–18, 15–7 |
| Mixed        | Ibrahim Sadru Sweta Rajani   | Mohammad Juma Nasra Juma  | 15–9, 15–18, 15–7 |